# 태양 아래 (2015년 영화)
《태양 아래》(러시아어: В лучах солнца, 영어: Under the Sun)는 러시아, 체코, 독일, 라트비아, 조선민주주의인민공화국(이하 북한) 합작의 다큐멘터리 영화이다. 감독은 비탈리 만스키가 맡았으며, 북한 체제의 실상에 대해 다루었다.
이 작품으로 감독은 제 40회 홍콩 국제 영화제에서 다큐멘터리 경쟁 심사 위원 수상을 하였다.
뮤직 비디오 필름에 대한 적응은 Schwarz 2017에 의해 만들어졌다.